# وكالة استخبارات الدولة الإندونيسية
{{معلومات وكالة حكومية
| شعار=The National Intelligence Agency (Indonesia).svg
|اسم_رئيس1=بودي جوناوان، الرئيس
تيدي لاكسمان، نائب الرئيس
| الإحداثيات = وكالة استخبارات الدولة، يشار إليها عادة باسم (بين)، هي وكالة المخابرات الإندونيسية الرئيسية. قبل عام 2001، كانت تعرف باسم وكالة تنسيق المخابرات الحكومية (باكين)؛ تم تغيير اسمها كجزء من إعادة الهيكلة العامة للوكالة. إن مسؤول عن تنسيق تبادل المعلومات والعمليات بين وكالات الاستخبارات الأخرى في إندونيسيا وعن تصعيد العمليات بمفردها.
في وقت تغيير اسمها في عام 2001، تم التشديد على دور الوكالة في التنسيق، ولكن في أعقاب تفجير بالي عام 2002، كان هذا الجانب من عمليات الوكالة موضوع تركيز متجدد كجزء من توسع شامل من ميزانية وعمليات الوكالة.
تعرضت لانتقادات من جماعات حقوق الإنسان لمعاملته للمعارضين والمدافعين عن حقوق الإنسان في إندونيسيا.